# Göteborgs Dramatiska teater
Göteborgs Dramatiska Teater (GDT) är en fri teatergrupp i Göteborg som har funnits sedan 2004 och producerat egna föreställningar och ett antal mindre arrangemang i samarbete med andra konstutövare. Sedan 2008 finns teatern i lokaler på Stigbergsliden i Göteborg. Scenen är av black box-typ med en flyttbar gradäng, som hur den än placeras alltid ger ett nära scenrum. 

## Historik
Till en början bestod Göteborgs Dramatiska Teater av tidigare medlemmar från Lennartsforsgruppen och Unga Folkteatern. Göteborgs Dramatiska Teater bildades 2004 i samband med en uppsättning på friluftsscenen Slottsskogsteatern, Bara äpplen (skriven av Mattias Kärrbrink), som sattes upp sommaren 2005. Grundare är Erik Åkerlind och Mattias Kärrbrink.
2007 satte Göteborgs Dramatiska Teater upp sin andra föreställning, Per-Olof Enquists I lodjurets timma, med Erik Åkerlind, Hanna Ullerstam och Moa Millgård i rollerna och regi av Anna Hjertén Grahm. Föreställningen spelades som gästspel på aktör och vänner och Teater Uno. Teater Uno användes också som scen till Göteborgs Dramatiska Teaters tredje uppsättning, Vinterträdgården.
Göteborgs Dramatiska Teater skaffade en lokal i Stigbergsliden och under 2008 anpassades den till teaterrum, med ombyggnad, tillgänglighetsanpassning och ljudisolering. Hösten 2009 kunde man ha sin första premiär där, Hedda Gabler av Henrik Ibsen.

## Konstnärlig ledning
Göteborgs Dramatiska Teater består av:
- Erik Åkerlind (grundare)
- Hanna Ullerstam (med från 2004)
- Robin Pohlstrand Björkman (med från 2007)
- Mia Eriksson (med från 2009)

Medlemmarna  i den konstnärliga ledningen är alla med och bestämmer repertoar, och har olika roller i produktionerna.

### Tidigare medlemmar
- Anna Hjertén Grahm

- Mattias Kärrbrink
- Moa Millgård
- Sara Ahlberg
- My Persson
- Hanne Wirde

## Produktioner
- Bara Äpplen (2005) av Mattias Kärrbrink
- I Lodjurets Timma (2007) av P.O. Enquist
- Vinterträdgården (2008) av Mattias Kärrbrink
- Hedda Gabler (2009) av Henrik Ibsen
- Den starkare (2010) av August Strindberg
- The Glory of Living (2010) av Rebecca Gilman
- Blod på någons händer (2011) av Malin Axelsson
- Kärlek och pengar (2011) av Dennis Kelly
- Boet (2012) av Franz Kafka
- That Face (2013) av Polly Stenham
- Dödsdansen (2014) av August Strindberg - i samverkan med Göteborgs stadsteater och Folkteatern, Göteborg
- Revolutionens år (2014) av Jonathan Lehtonen
- Kentaur (2015) av Mats Wahl
- Valerie Jean Solanas ska bli president i Amerika (2016) av Sara Stridsberg
- Kriget har inget kvinnligt ansikte (2017) av Svetlana Aleksijevitj
- Terror (2018) av Ferdinand von Schirach
- Anteckningar från ett källarhål (2018) efter en bok av Fjodor Dostojevskij
- Faces (2019) av John Cassavetes
- Sokrates död (2020) av Hans Blomqvist
- Barnen (2020) av Lucy Kirkwood
- Kafka och dockan (2021) av Hans Blomqvist, Robin Pohlstrand Björkman och Hanna Ullerstam
- Att tveka (2022) av Johanna Svalbacke
- Tusen år hos Gud (2023) efter ett verk av Stig Dagerman
- Den sårade divan - om Agnes von K, Sigrid H och Nelly S (2023) efter ett verk av Karin Johannisson
- Om kärlek (2024) av Lars Norén

### Samproduktioner
- Min mormor Gladys (2012) av och med Jessica Zandén